# Royaume Kuninda

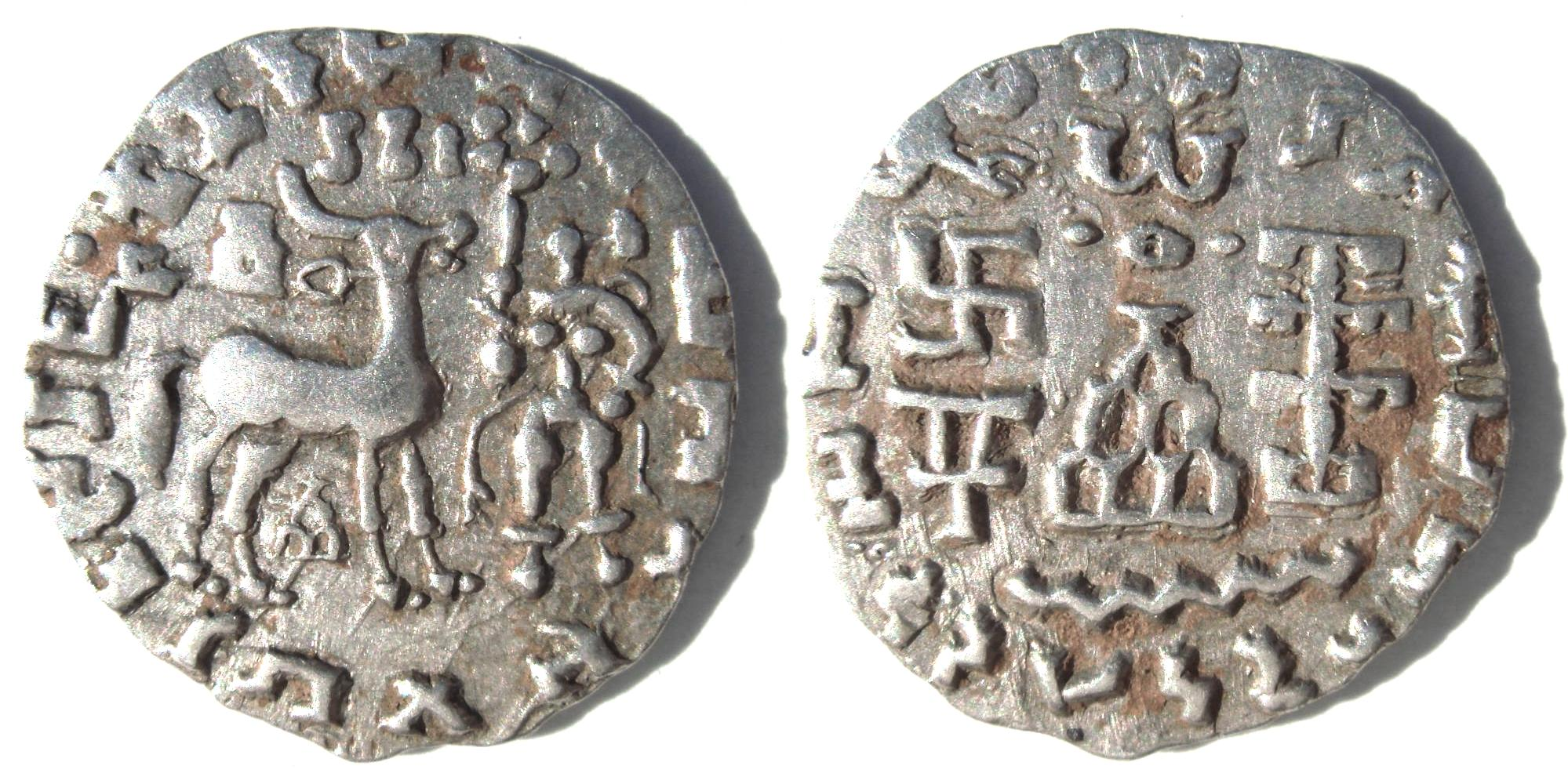
Pièce en argent du royaume de Kuninda, c. Ces pièces ont suivi le modèle indo-grec.
Avers : Cerf debout à droite, couronné de deux cobras, assisté par Lakshmi tenant une fleur de lotus. Légende en Prakrit (écriture Brahmi, de gauche à droite) : Rajnah Kunindasya Amoghabhutisya maharajasya (« Grand Roi Amoghabhuti, des Kunindas »).
Revers : Stupa surmonté du symbole bouddhiste triratna, et entouré d'une croix gammée, d'un symbole «Y» et d'un arbre en balustrade. Légende en écriture Kharoshti, de droite à gauche: Rana Kunidasa Amoghabhutisa Maharajasa, (« Grand Roi Amoghabhuti, des Kunindas »).

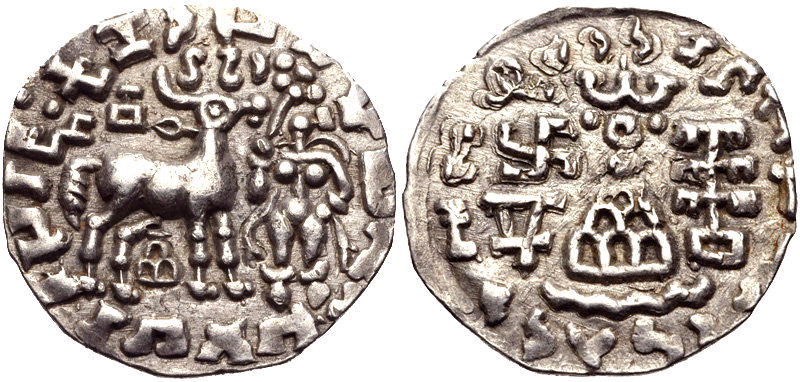
Une autre pièce de monnaie Kuninda.

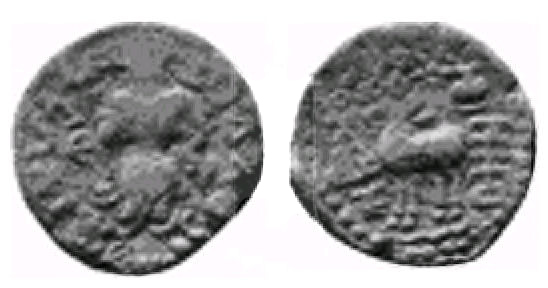
Pièce des Kunindas.
Avers Shiva debout avec un trident de hache de combat dans la main droite et une peau de léopard dans la main gauche. Légende Bhagavato Chatreswara Mahatana.
Revers Deer avec symboles.

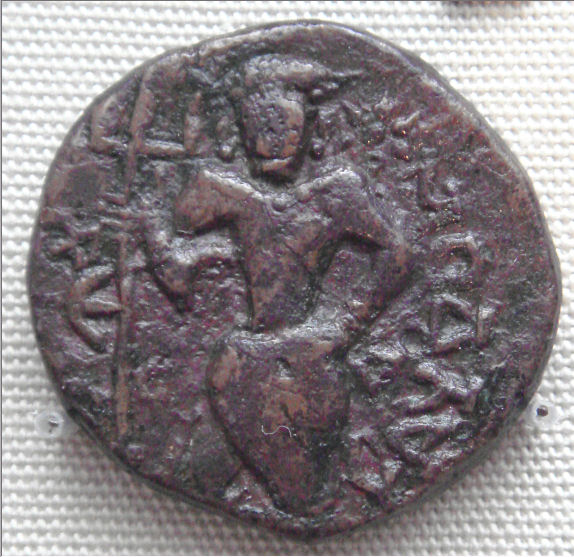
Shiva avec trident, Kuninda,

Le royaume de Kuninda (ou Kulinda dans la littérature ancienne) était un ancien royaume de l'Himalaya central du IIe siècle av. J.-C.au IIIe siècle apr. J.-C., situé dans les régions méridionales de l'Himachal Pradesh moderne et dans les régions de l'extrême ouest de l'Uttarakhand dans le nord de l'Inde.

## Royaume
L'histoire du royaume est documentée vers le IIe siècle av. J.-C. Il est mentionné dans les épopées indiennes et les Puranas. Le subhankar raconte qu'ils ont été vaincus par Arjuna.
L'un des premiers rois du Kuninda était Amoghbhuti, qui régnait dans la vallée montagneuse des rivières Sutlej et Yamuna (dans le sud de l'Himachal d'aujourd'hui et l'extrême ouest de l'Uttarakhand dans le nord de l'Inde).
L'historien grec Ptolémée a lié l'origine du Kuninda au pays où les fleuves Beas, Sutlej, Yamuna et Gangeprennent naissance.
L'un des édits d'Ashoka sur un pilier est également présent à Kalsi, dans la région de Garhwal, indiquant la propagation du bouddhisme dans la région à partir du IVe siècle av. J.-C.
Le royaume de Kuninda a disparu vers le IIIe siècle, et à partir du IVe siècle, il semble que la région soit passée aux croyances shaivites.

## Monnaie
Il existe deux types de monnaie Kuninda, la première émise vers le Ier siècle av. J.-C. et la seconde vers le IIe siècle. Les premières pièces de monnaie du royaume Kuninda ont été influencées par le modèle numismatique des royaumes indo-grecs qui lui a précédé et elles ont ensuite assimilé un symbolisme bouddhiste et hindou tel que le triratna et des images de Lakshmi. Ces pièces suivent généralement les normes de poids et de taille indo-grecques (drachmes, d'environ 2,14 g en poids et 19 mm de diamètre), et elles sont souvent trouvées avec des monnaies indo-grecques dans des trésors, tels que ceux des Yaudheyas ou des Audumbaras.
Les découvertes de pièces de monnaie Kuninda ont souvent été associées à des découvertes de pièces indo-grecques, en particulier celles d'Apollodote.
La majorité des pièces de monnaie Kuninda sont au nom du roi Amoghabhuti, et on pense que la monnaie frappée à son effigie s'est poursuivie après sa mort.
Certaines pièces plus tardives du IIe siècle portent le symbole du dieu hindou Shiva.

## Gouvernants
- Amoghabhuti (fin du IIe et Ier siècles av. J.-C.)

## Voir également
- Royaume indo-grec